# Hatakeyama Kinsei
Hatakeyama Kinsei (japanisch 畠山 錦成; geboren 5. September 1897 in Kanazawa (Präfektur Ishikawa); gestorben 18. Januar 1995 in Tokio) war ein japanischer Maler der Nihonga-Richtung.

## Leben und Werk
Hatakeyama Kinseis Vater war ein Kalligraf, der auch bildnerische Begabung hatte. Kinsei schloss 1921 seine Ausbildung als Maler an der Abteilung für Japanische Malerei (Nihonga) an der „Tōkyō bijutsu gakkō“ (東京美術学校), einer der Vorläufereinrichtungen der heutigen Universität der Künste Tokio, ab. Schon während seiner Ausbildung konnte er 1918 zum ersten Mal ein Bild auf der „Bunten“ zeigen.
Nach seinem Abschluss an der Kunstschule im Jahr 1921 bildete Hatakeyama sich unter Yūki Somei weiter. Er stelle wiederholt auf der nun „Teiten“ genanntem Ausstellungsreihe seine Bilder zeigen und wurde auf der Ausstellung 1928 als „Hervorragend“eingestuft. Danach konnte er juryfrei ausstellen. 1931 war er auf der Ausstellung japanische Malerei 1931 in Berlin zu sehen. 1936 stellte er auf besondere Einladung aus. Seine Porträts mit intellektueller Komposition und ausgefeiltem Farbensinn wurden hoch bewertet.
Ab 1937 wirkte Hatakeyama als Lehrer an der „Tõkyõ Yoshi Semmon Gakkō“ (東京女子美術専門学校). 1938 beteiligte er sich an der Gründgung der Künstlervereinigung  „Nihonga-in“  (日本画院). Gegen Ende des Zweiten Weltkriegs zog er sich in seine Heimatstadt nach Kanazawa zurück und lehrte bis 1954 an zehn Jahre an der „Kanazawa Bijutsu Kōgei semmon gakkō“ (金沢美術工芸専門学校), der Vorläufereinrichtung der „Universität für Kunst und Kunstgewerbe der Stadt Kanazawa“ (金沢市立美術工芸大学, Kanazawa shiritsu bijutsu kōgei daigaku). Danach kehrte er nach Tokio zurück, wo er in der Nachkriegszeit auf der „Nitten“ ausgestellte. 1950, auf der 3. „Shin-Nitten“, wirkte er als Jury-Mitglied und Vertreter der Nihonga-Kunstrichtung.
Das Nationalmuseum für moderne Kunst Tokio besitzt von Hatakeyama das Bild „Ayame“ (菖蒲) – „Iris“ aus dem Jahr 1942.